# Kántorjánosi
Kántorjánosi är en ort i Ungern.   Den ligger i provinsen Szabolcs-Szatmár-Bereg, i den nordöstra delen av landet, 240 km öster om huvudstaden Budapest. Kántorjánosi ligger 146 meter över havet och antalet invånare är 2 244.
Terrängen runt Kántorjánosi är mycket platt. Runt Kántorjánosi är det ganska glesbefolkat, med 42 invånare per kvadratkilometer. Närmaste större samhälle är Nyírbátor, 11,2 km söder om Kántorjánosi. Omgivningarna runt Kántorjánosi är en mosaik av jordbruksmark och naturlig växtlighet.